# Solitaire (Düsseldorf)

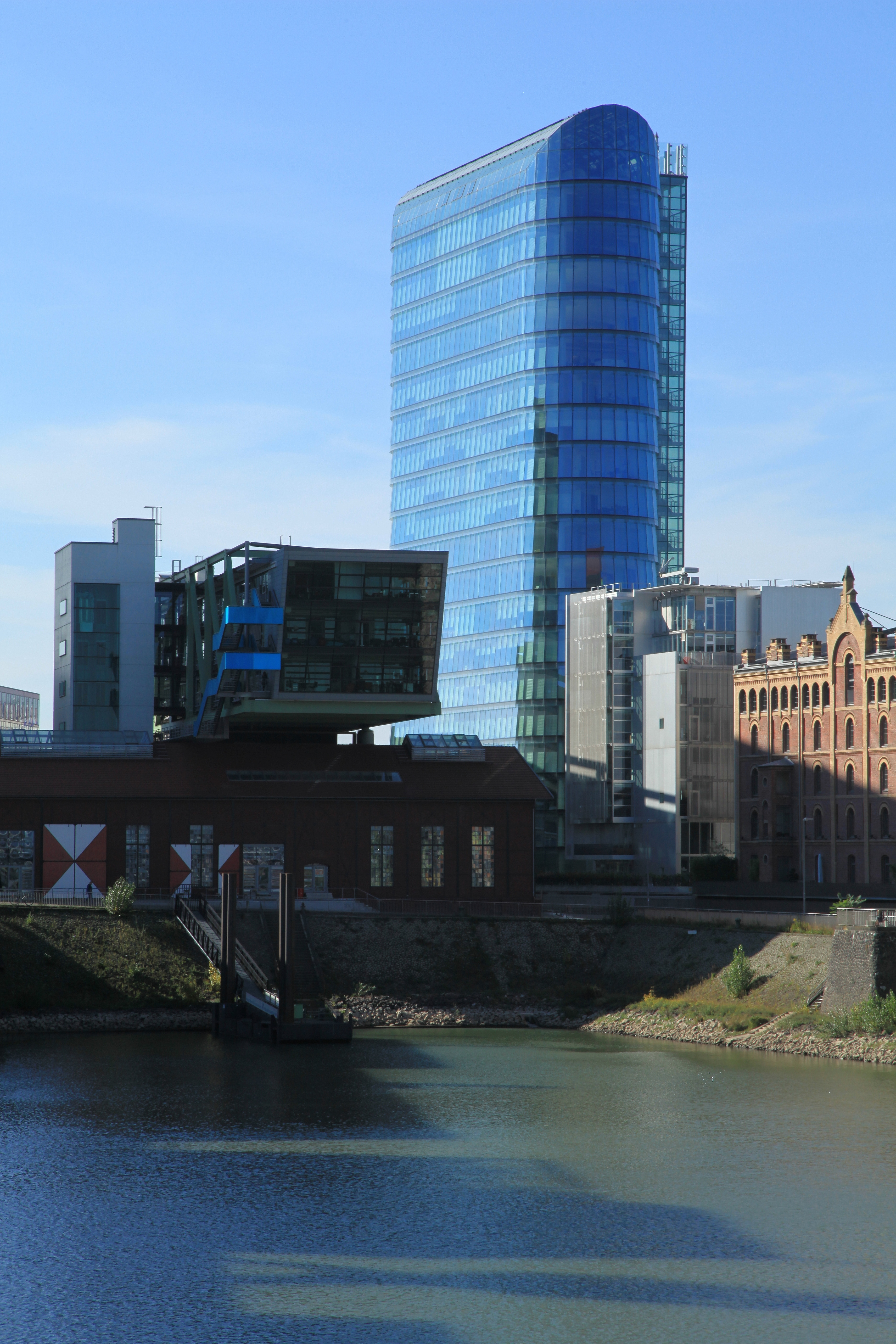
Solitaire (in der Bildmitte rechts), im Ensemble zwischen SIGN! und historischer Mälzerei, 2012

Solitaire, auch Maki Solitaire, ist der Name eines Bürogebäudes im Medienhafen Düsseldorf, das 2001 nach Plänen des japanischen Architekten Fumihiko Maki errichtet wurde.

## Geschichte
Das von Maki seit etwa 1997 nach dem Vorbild seines Tokioter Projekts Hillside West geplante Bürogebäude entstand in einem Ensemble ambitionierter Architekturvorhaben im Düsseldorfer Medienhafen und wurde als Solitär zwischen Speditionsstraße und Julo-Levin-Ufer in den Formen und der Materialsprache moderner japanischer Architektur errichtet. Das in den Oberflächen aus Aluminium und Glas mit dem Backstein der benachbarten historischen Mälzerei kontrastierende Gebäude hat acht Geschosse und verfügt über eine Nutzfläche von etwa 2200 m².
Bis 2010 wurde nebenan das Bürohochhaus SIGN! erbaut. Seit 2015 ist das Gebäude Solitaire Hauptsitz des Software-Unternehmens InVision, das es 2013 erworben und dann für die Eigennutzung im Innern umgebaut hatte.